# 社会福利和救济安置部
社会福利与救济安置部是缅甸政府负责社会福利、救济与安置的职能部门。2017年1月，社会福利与救济安置部起草了重修的儿童权益保护法。